# Хімчак Василь Козьмович
Хімчак Василь Козьмович (Псевдо: «Кучер», «Л-4»; 1923, смт. Верховина, Івано-Франківська область — 10 травня 1952, с. Кривопілля, Верховинський район, Івано-Франківська область) — організаційний референт Жаб'євського районного проводу ОУН, лицар Бронзового хреста бойової заслуги УПА.

## Життєпис
Член ОУН із 1942 р. В СБ з 1944 р. Бойовик районної боївки СБ (1944—1946), кущовий інформатор СБ у Жаб'євському р-ні (1947—1950), субреферент СБ (1951) і одночасно організаційний референт (1951-05.1952) Жаб'євського районного проводу ОУН (1951).
Загинув у бою з опергрупою відділу 2-Н УМДБ на прис. Сегет.

## Нагороди
- Згідно з Наказом військового штабу воєнної округи 4 «Говерля» ч. 3/47 від 31.08.1947 р. бойовик охоронного екзекутивного відділу Василь Хімчак — «Кучер» нагороджений Бронзовим хрестом бойової заслуги УПА.

## Вшанування пам'яті
- 9.02.2018 р. від імені Координаційної ради з вшанування пам'яті нагороджених Лицарів ОУН і УПА у м. Київ Бронзовий хрест бойової заслуги УПА (№ 047) переданий Василю Портяку, племіннику Василя Хімчака — «Кучера».